# Hạm đội tàu sân bay thứ hai
Hạm đội tàu sân bay thứ hai (第二航空戦隊 (Đệ nhị hàng không chiến đội) Dai Ni Kōkū sentai, Ni Kōsen, Gọi tắt là Hàng không chiến đội hai) là một lực lượng tàu sân bay thuộc Hạm đội hàng không thứ nhất của Hải quân Đế quốc Nhật Bản. Khi bắt đầu mặt trận Thái Bình Dương của Chiến tranh thế giới thứ hai, Hàng không chiến đội hai bao gồm hai tàu sân bay Sōryū và Hiryū. Sau khi cả hai tàu bị đánh chìm trong trận Midway, hạm đội được củng cố lại bằng tàu sân bay Ryūjō.

## Cơ cấu tổ chức
| Ngày                                | Tàu                                                                      |
| ----------------------------------- | ------------------------------------------------------------------------ |
| Ngày 15 tháng 11 năm 1934 (ban đầu) | Akagi và Khu trục đội 2: Minekaze, Okikaze                               |
| Ngày 1 tháng 12 năm 1936            | Kaga và Khu trục đội 22: Satsuki, Minazuki, Fumizuki, Nagatsuki          |
| Ngày 15 tháng 12 năm 1938           | Sōryū, Ryūjō và Khu trục đội 12: Shinonome, Usugumo, Shirakumo, Murakumo |
| Ngày 15 tháng 11 năm 1939           | Hiryū, Sōryū và Khu trục đội 11: Fubuki, Shirayuki, Hatsuyuki            |
| Ngày 15 tháng 11 năm 1940           | Hiryū, Sōryū và Khu trục đội 23: Kikuzuki, Mikazuki, Mochizuki, Yūzuki   |
| Ngày 14 tháng 7 năm 1942            | Jun'yō, Ryūjō                                                            |
| Ngày 1 tháng 4 năm 1943             | Jun'yō, Hiyou, Ryūhō                                                     |
| Ngày 10 tháng 7 năm 1944            | giải thể                                                                 |

## Chỉ huy
| Thứ tự | Quân hàm                  | Tên                | Ngày                     | Ghi chú                                                             |
| ------ | ------------------------- | ------------------ | ------------------------ | ------------------------------------------------------------------- |
| 1      | Chuẩn đô đốc              | Katagiri Eikichi   | 15 tháng 11 năm 1934     |                                                                     |
| 2      | Đại tá /Chuẩn đô đốc      | Horie Rokurou      | 15 tháng 11 năm 1935     | Chuẩn đô đốc ngày 1 tháng 12 năm 1936                               |
| 3      | Chuẩn đô đốc              | Tsukahara Nishizou | Ngày 1 tháng 12 năm 1937 |                                                                     |
| 4      | Chuẩn đô đốc              | Mitsunami Teizou   | 15 tháng 12 năm 1937     |                                                                     |
| 5      | Chuẩn đô đốc              | Samejima Tomoshige | Ngày 1 tháng 9 năm 1938  |                                                                     |
| 6      | Chuẩn đô đốc              | Totsuka Michitarou | 20 tháng 10 năm 1939     |                                                                     |
| 7      | Chuẩn đô đốc / Phó đô đốc | Yamaguchi Tamon    | Ngày 1 tháng 11 năm 1940 | Phó đô đốc ngày 5 tháng 6 năm 1942, Hi sinh ngày 6 tháng 6 năm 1942 |
| 8      | Chuẩn đô đốc / Phó đô đốc | Kakuta Kakuji      | 14 tháng 7 năm 1942      | Phó đô đốc ngày 1 tháng 11 năm 1942                                 |
| 9      | Chuẩn đô đốc              | Sakamaki Munetaka  | 22 tháng 5 năm 1943      |                                                                     |
| 10     | Chuẩn đô đốc              | Jōjima Takatsugu   | Ngày 1 tháng 9 năm 1943  |                                                                     |
| x      |                           | giải thể           | Ngày 10 tháng 7 năm 1944 |                                                                     |